# Raumo

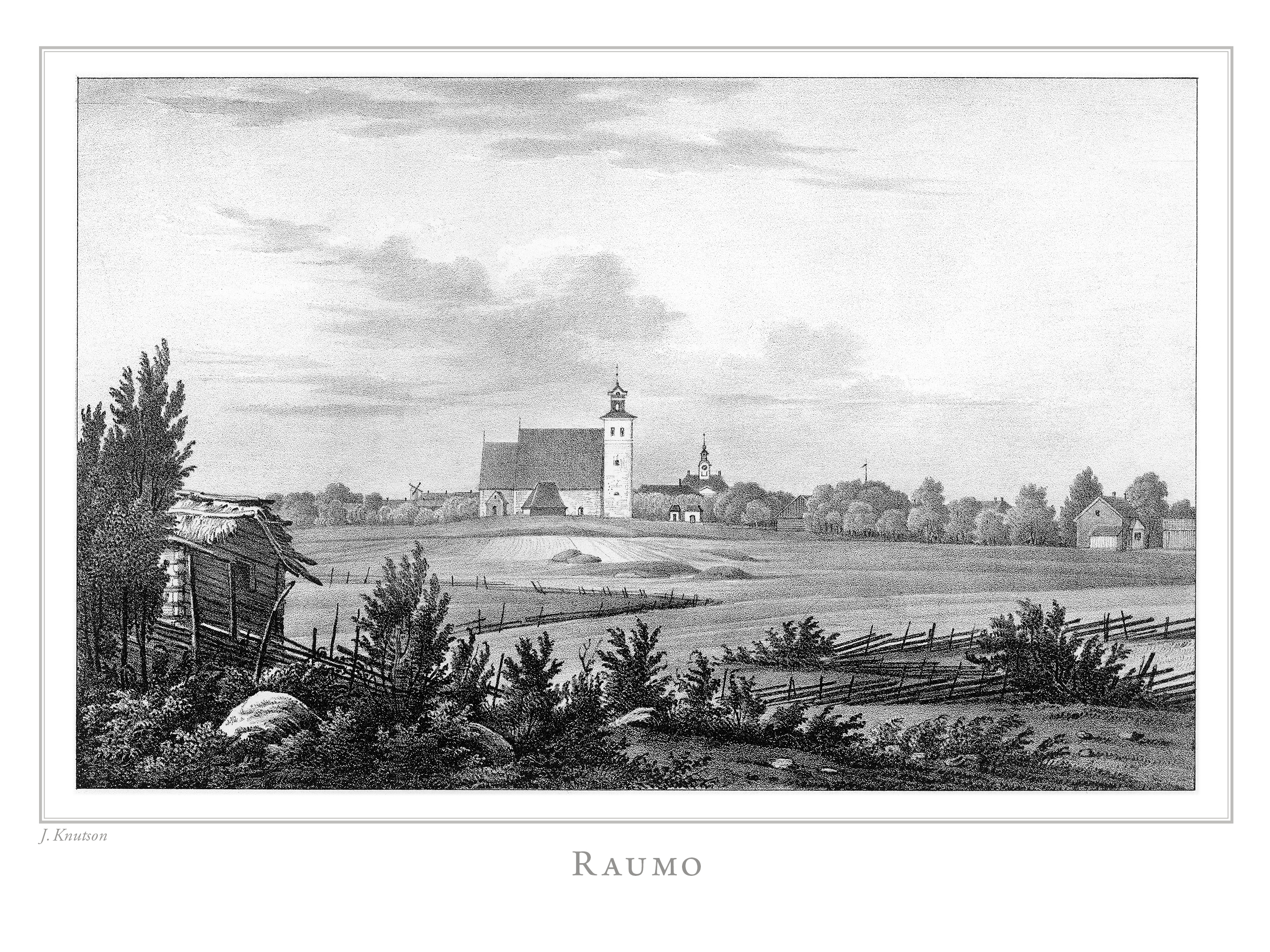
Litografi av Raumo i Finland framstäldt i teckningar utgiven 1845-1852.

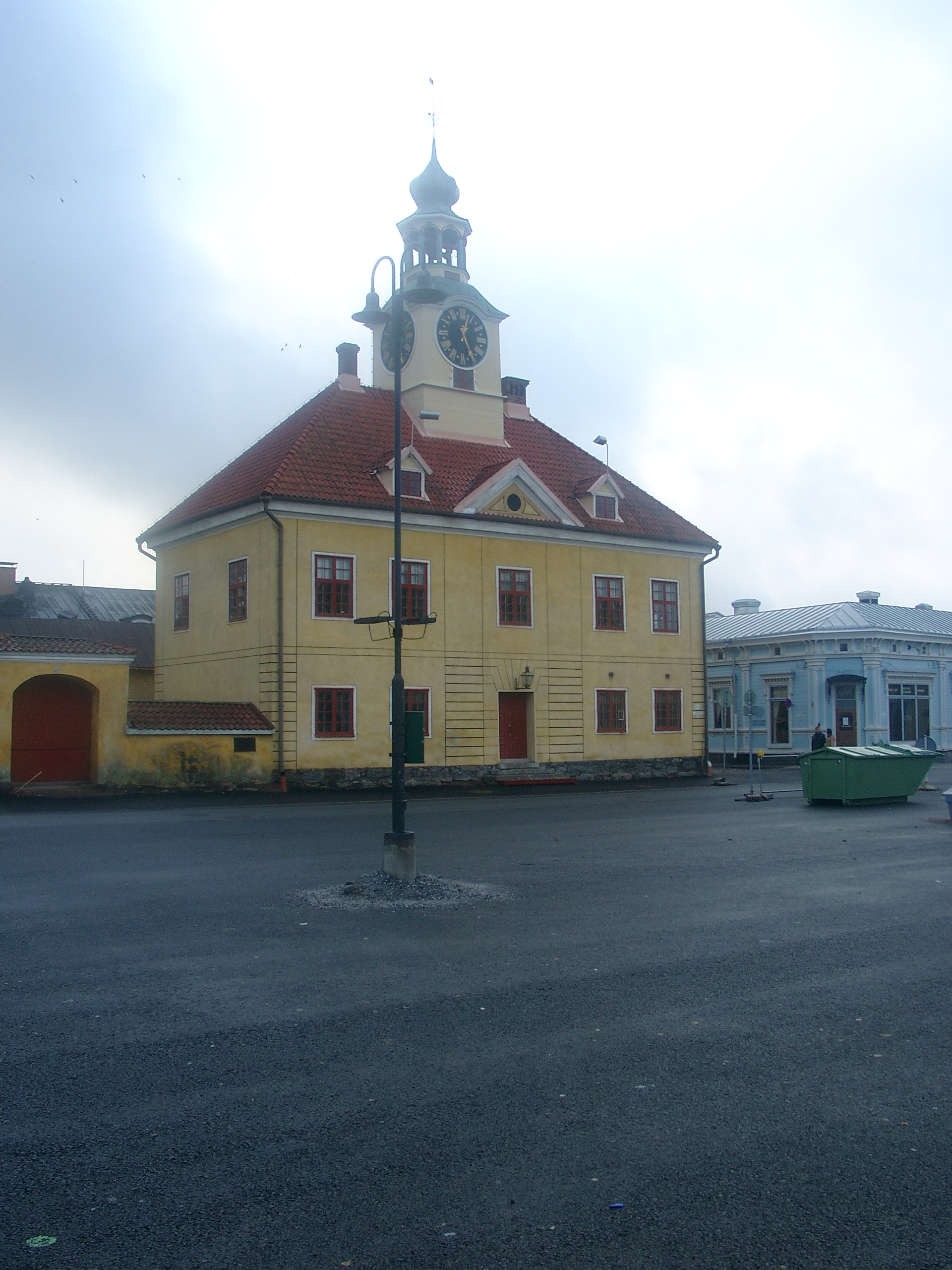
Raumo rådhus

Raumo (finska: Rauma) är en stad i landskapet Satakunta i Finland, 92 km norr om Åbo och 50 km söder om Björneborg. Raumo har 38 959 invånare och har en yta på 1 110,13 km², varav 495,74 km² är landområden.
Raumo fick stadsrättigheter den 17 maj 1442 och är därmed den tredje äldsta staden i Finland. Raumo är en gammal sjöfartsstad och där finns en sjöfartsskola och fanns tidigare ett av tidigare norska Aker Finnyards skeppsvarv, som bestod av de 1991 sammanslagna varven Oy F.W. Hollming Ab och Rauma–Repola, numera efter nystart 2014 det finländskägda Rauma Marine Constructions. En av UPM-Kymmenes största pappersfabriker verkar också i staden, vilket gör att Raumo hamn tillhör de livligaste i Finland.
Raumo är enspråkigt finskt. Raumo är också berömt för sin dialekt, Rauman giäl (ungefär "Raumo-språket"), som kan vara svårförståelig för andra finsktalande.

## Administrativ historik
Raumo stad inkorporerade 1 januari 1993 Raumo landskommun, Kodisjoki 1 januari 2007 och Lappi 1 januari 2009.

## Geografi
Raumosjön är en del av Bottenhavet utanför Raumo. Relanders grund är ett grund vid staden.

## Politik

### Mandatfördelning i Raumo stad, valen 1976–2021
| 7 | 17 | 3 | 2 | 14 |

| 8 | 21 |  |  |  | 18 |

| 7 | 21 |  |  |  | 18 |

| 7 | 21 |  | 3 | 19 |

| 6 | 22 |  | 3 |  | 5 | 12 |

| 5 | 20 |  |  | 5 | 3 | 15 |

| 5 | 19 |  | 3 | 6 | 3 | 13 |

| 5 | 20 |  | 3 | 5 | 4 | 13 |

| 33 | 18 |

| 4 | 18 |  | 3 | 3 | 6 |  | 13 |

| 34 | 17 |

| 3 | 18 |  |  | 5 | 7 | 3 | 11 |

| 31 | 20 |

| 3 | 18 | 3 | 4 | 5 | 2 | 8 |

| 28 | 15 |

| 3 | 16 | 2 | 6 | 4 | 2 | 10 |

| 25 | 18 |

## Demografi

### Befolkningsutveckling
| Befolkningsutvecklingen i Raumo stad 1975–2020                                                               | Befolkningsutvecklingen i Raumo stad 1975–2020 | Befolkningsutvecklingen i Raumo stad 1975–2020 | Befolkningsutvecklingen i Raumo stad 1975–2020 | Befolkningsutvecklingen i Raumo stad 1975–2020 |
| --- | ---------------------------------------------- | ---------------------------------------------- | ---------------------------------------------- | ---------------------------------------------- |
| |                                                |                                                |                                                |                                                |
| År |                                                |                                                | Folkmängd                                      |                                                |
| 1975 | 1975                                           |                                                | 41 659                                         |                                                |
| 1980 | 1980                                           |                                                | 42 973                                         |                                                |
| 1985 | 1985                                           |                                                | 43 564                                         |                                                |
| 1990 | 1990                                           |                                                | 42 410                                         |                                                |
| 1995 | 1995                                           |                                                | 42 089                                         |                                                |
| 2000 | 2000                                           |                                                | 41 001                                         |                                                |
| 2005 | 2005                                           |                                                | 40 381                                         |                                                |
| 2010 | 2010                                           |                                                | 39 715                                         |                                                |
| 2015 | 2015                                           |                                                | 39 809                                         |                                                |
| 2020 | 2020                                           |                                                | 39 040                                         |                                                |
| Anm: Uppgifterna avser förhållandena den 31 december nämnda år enligt områdesindelningen den 1 januari 2022. |                                                |                                                |                                                |                                                |

## Kultur

### Unescos världsarv i Raumo
Det finns två objekt i Raumo som är med på Unescos världsarvslista. Stadskärnan Gamla Raumo är en typisk nordisk trästad. Den upptar ungefär 0,28 km² och har omkring 600 byggnader och 800 invånare. De äldsta byggnaderna är från 1700-talet. I Gamla Raumo finns också Heliga Korsets kyrka, ruinerna av franciskanernas klosterkyrka Den Heliga Treenighetens kyrka för konventet i Raumo från 1400-talet och Raumo rådhus.
Det andra av Unescos världsarv i Raumo är bronsåldersgravrösena i Sammallahdenmäki i byn Lappi. Det består av totalt 33 gravrösen.

### Andra sevärdheter
- Raumo konstmuseum
- Alfred Kordelins gravkapell

### Idrott
- Ishockey: Rauman Lukko
- Fotboll: Pallo-Iirot

### Kända personer från Raumo
- Sebastian Aho, ishockeyspelare
- Deniz Bavautdin, ishockeyspelare och företags-VD
- Johan Fredrik Eek, överstelöjtnant
- Ralf Gothóni, pianist, kompositör och dirigent
- Tuulikki Koivunen Bylund, biskop (född i Åbo)
- Alfred Kordelin, donator
- Arthur Långfors, filolog
- Markus Niemelä, racerförare
- Janne Niskala, ishockeyspelare (född i Västerås)
- Hj. Nortamo, författare
- Johannes Raumannus, präst och universitetslärare
- Petri Vehanen, ishockeymålvakt
- Timo Soini, politiker, Finlands utrikesminister

## Bilder

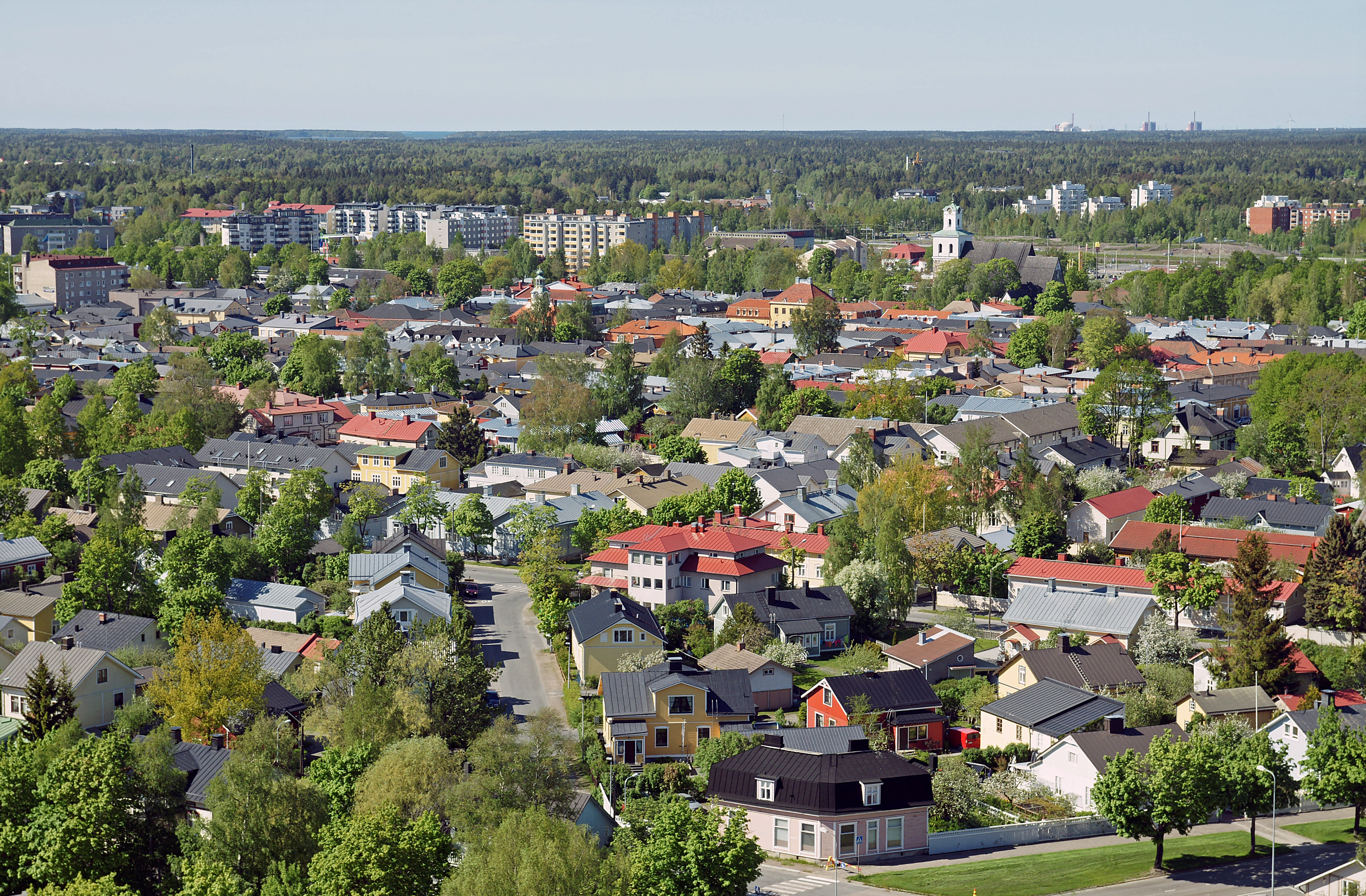
Gamla Raumo från ovan
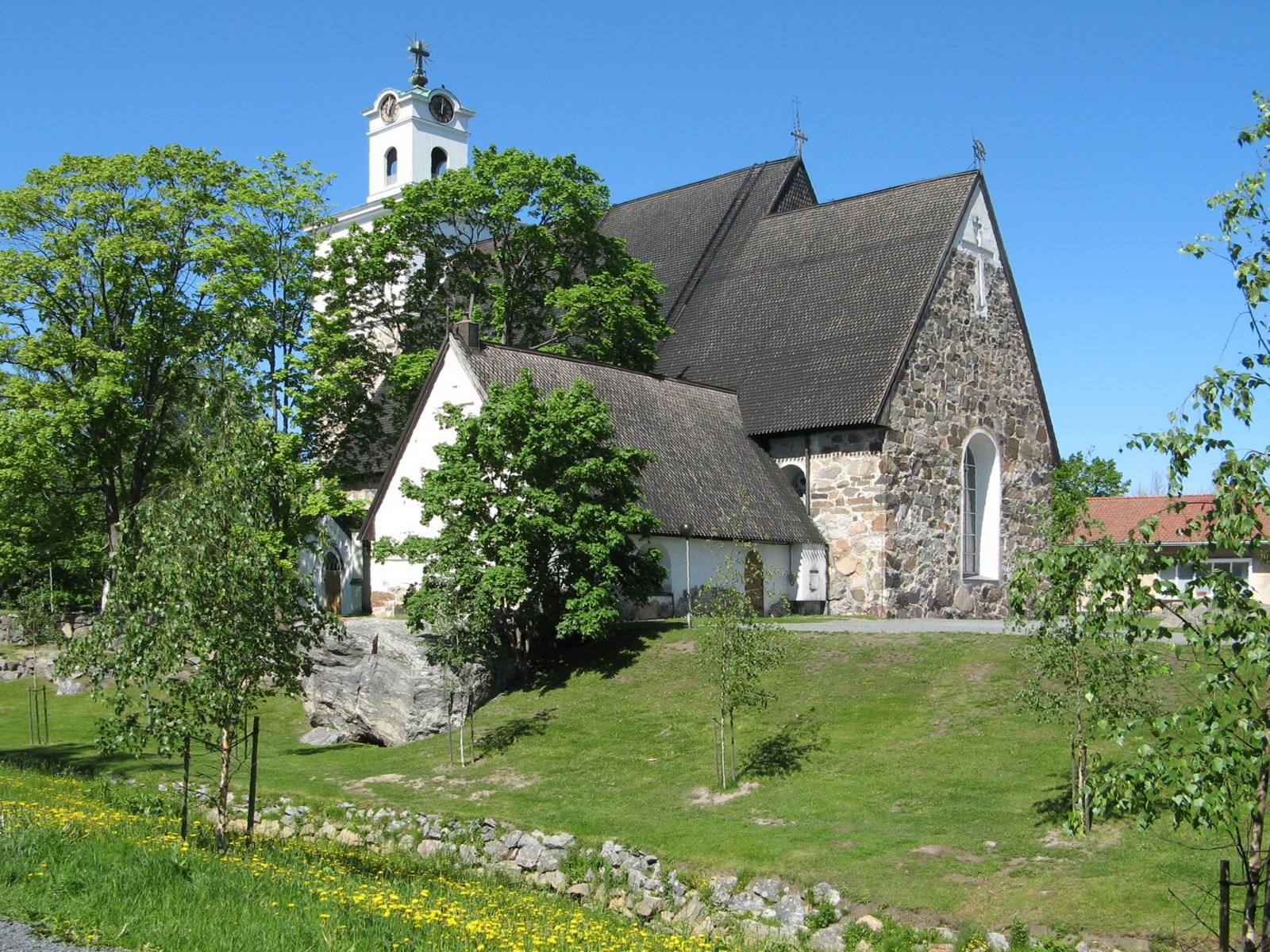
Heliga korsets kyrka i Raumo
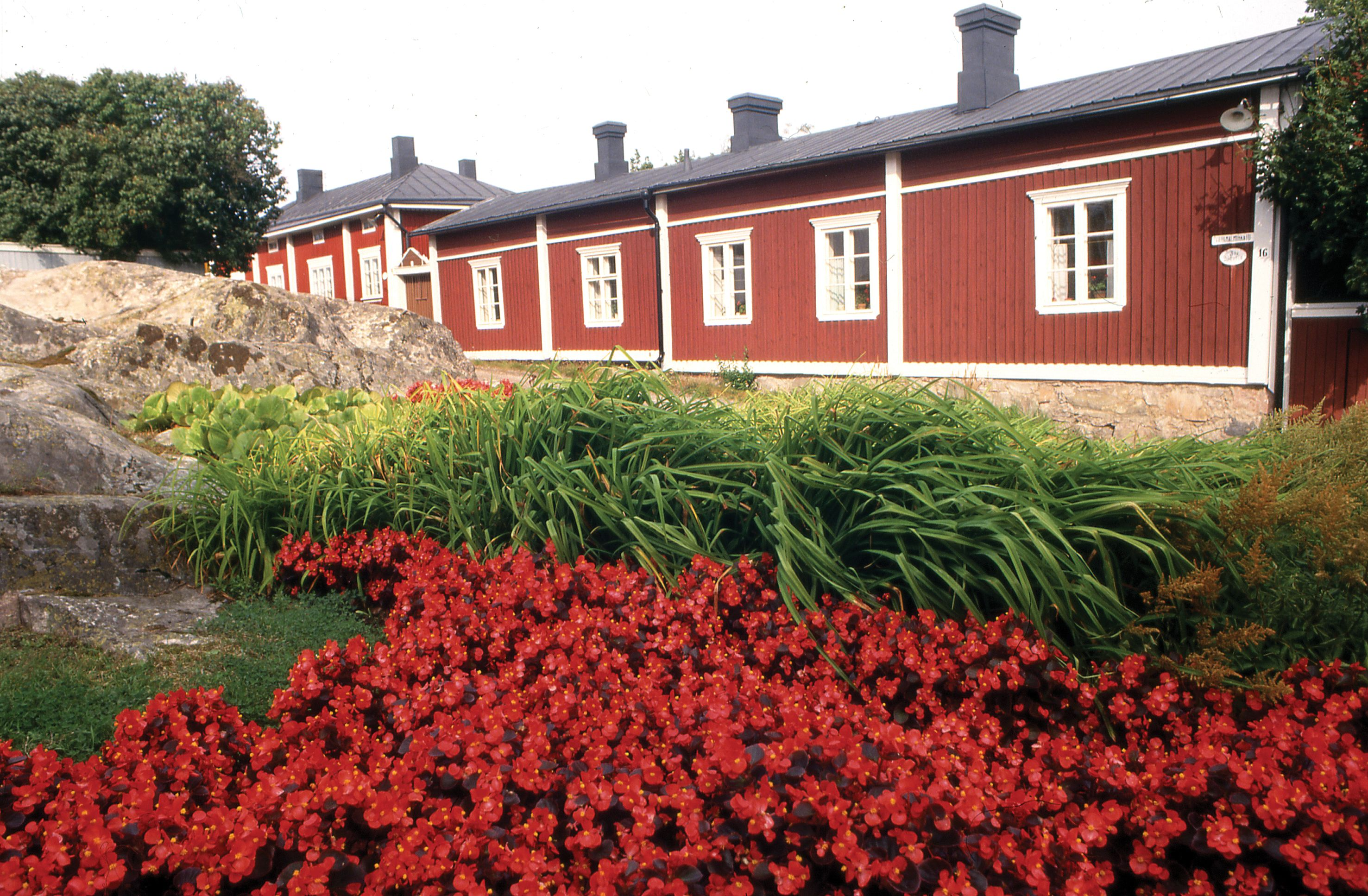
Gamla Raumo
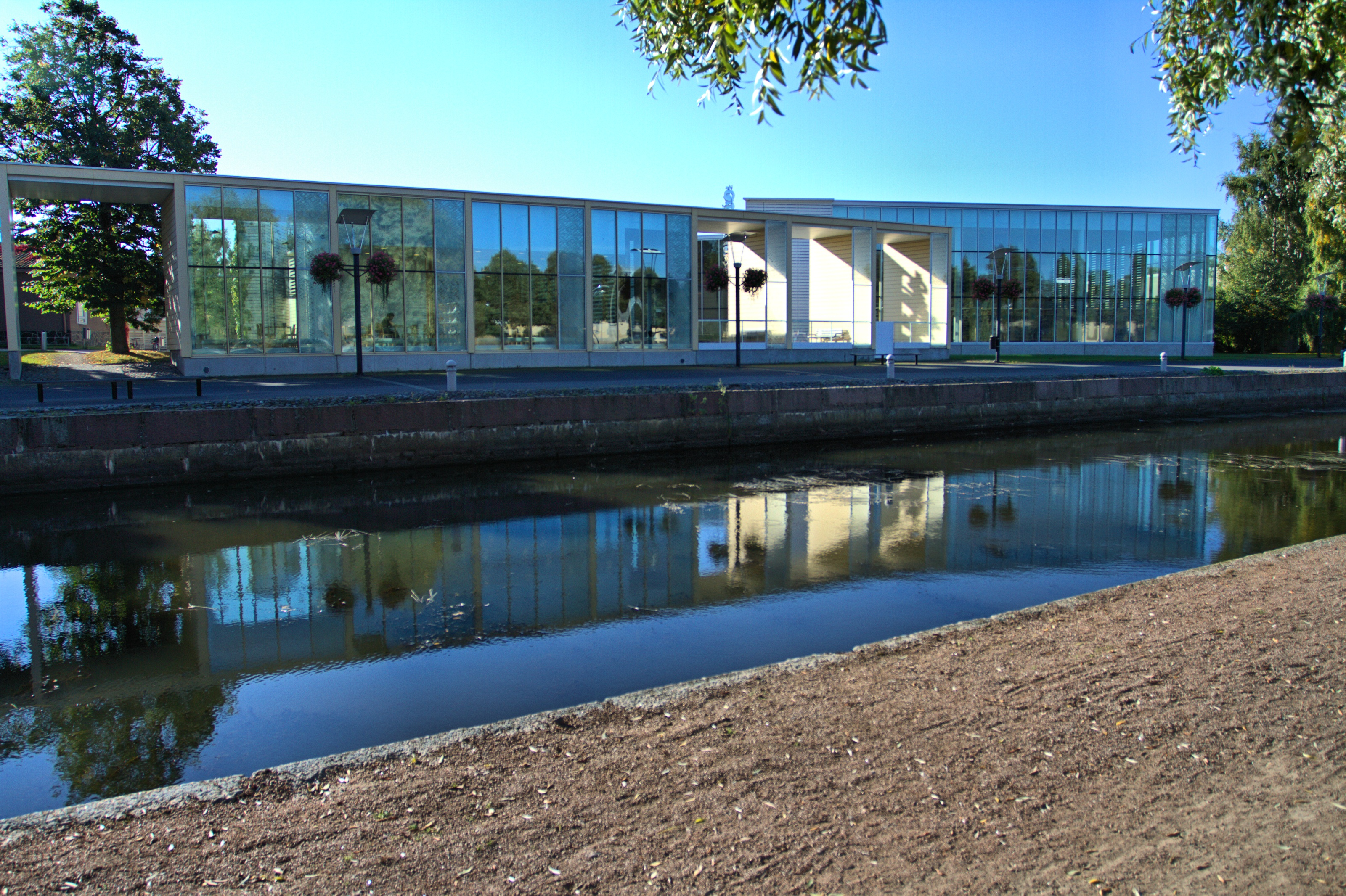
Raumo huvudbibliotek
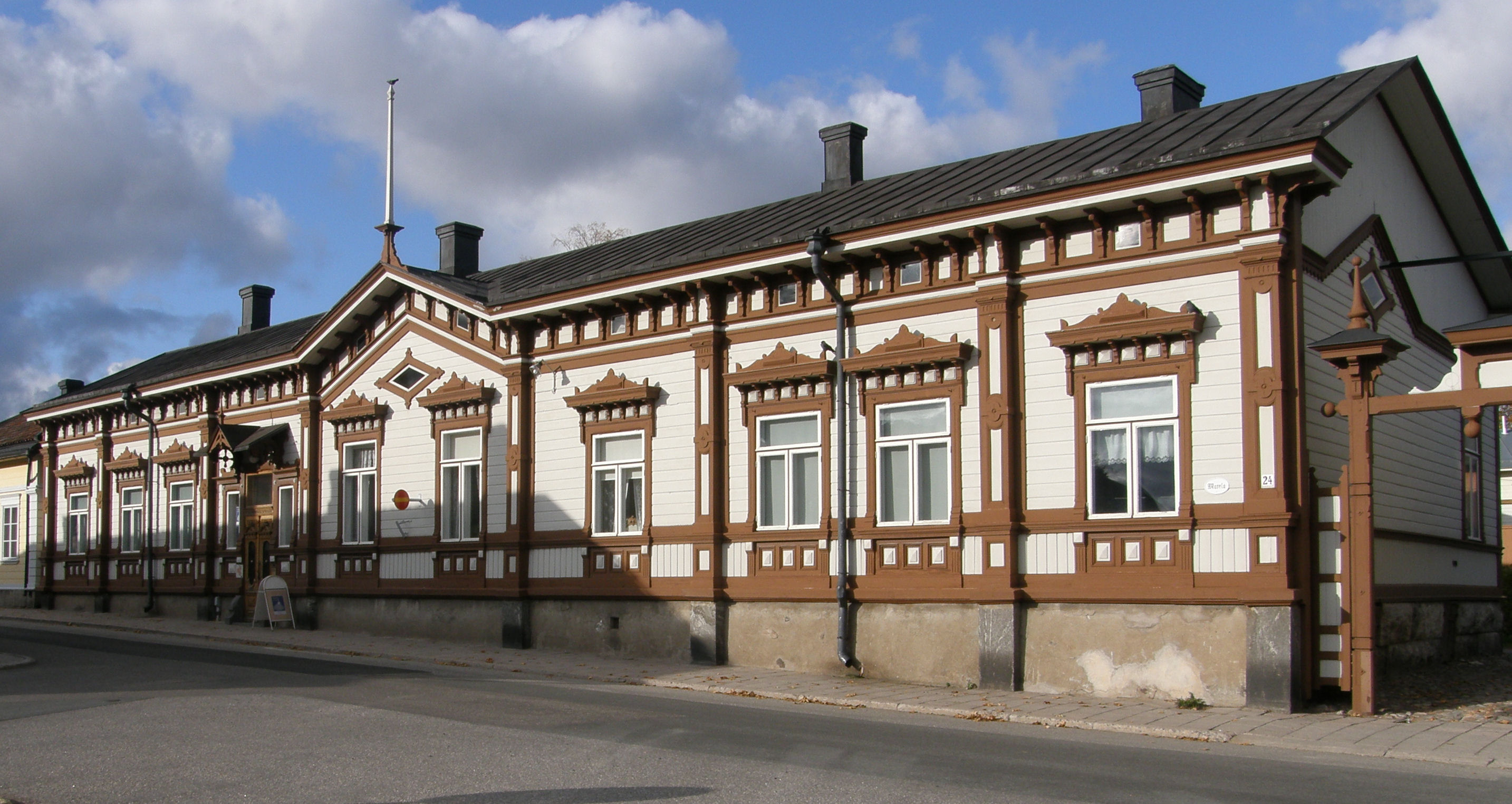
Huset Marela
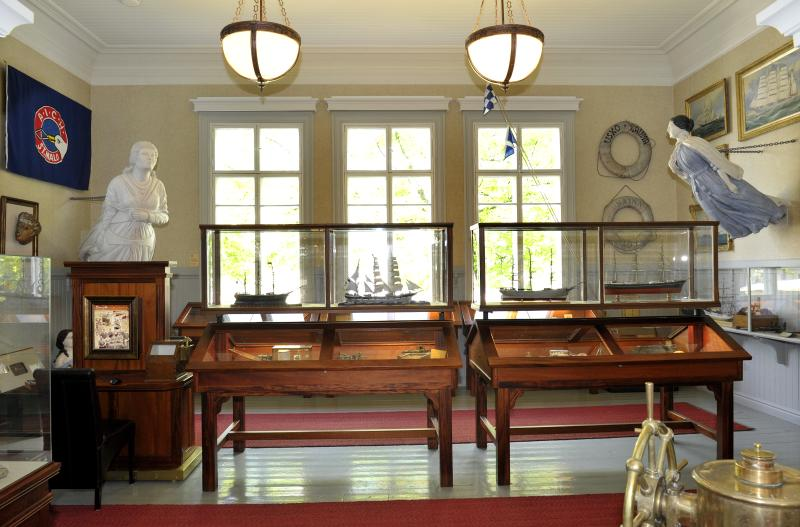
Raumo havsmuseum